# Устав Савезне Републике Југославије
Савезно веће Скупштине СФРЈ (у којем су учествовали само делегати из Србије и Црне Горе) донело је 27. априла 1992. године одлуку о проглашењу првог Устава нове државе: Савезне Републике Југославије (СРЈ). У њен састав ушле су Република Србија и Република Црна Гора. Ове две републике одлучиле су, после распада СФРЈ, да не формирају самосталне државе, већ да формирају заједничку. Устав СРЈ прогласио је Југославију за демократску земљу, засновану на равноправности народа обе републике. Председника СРЈ бирала је Скупштина, све до уставних измена 2000. Посланици у савезном парламенту бирали су се на непосредним изборима, сваке четири године. Они су бирали Владу, чији је мандат такође био четири године. Уставом је било предвиђено да савезни премијер мора бити из Црне Горе. Овај Устав, са каснијим мањим изменама, био је на снази све до 2003. године, када је донета Уставна повеља нове земље: Државне заједнице Србије и Црне Горе.